# 小林真麻
小林 真麻（こばやし まあさ、1月12日 - ）は、日本の女性声優。埼玉県出身。

## 人物
専門学校東京アナウンス学院卒業。
以前はAIR AGENCYに所属していた。
趣味は着物、お風呂、神社巡り。特技は空手。

## 出演作品

### テレビアニメ
2012年
- 黒子のバスケ（水戸部の妹）
- 謎の彼女X（矢島、女子生徒、本屋の店員）

2013年
- ダンボール戦機WARS（アーノルド）
- はじめの一歩 Rising（サチ子）

2014年
- それでも世界は美しい（キトラ〈幼少〉）
- テンカイナイト（キイロ）

2015年
- 黒子のバスケ第3期（土田の彼女）
- コンクリート・レボルティオ〜超人幻想〜（森野シゲル）
- 監獄学園 プリズンスクール（男の子C、女子G）

### 劇場アニメ
2012年
- 映画かいけつゾロリ　だ・だ・だ・だいぼうけん!
- かっぱのすりばち（タケゾウ）

### OVA
- 熱走! 亀1グランプリ（亀太郎）

2008年
- ピューと吹く! ジャガー リターン・オブ・約1年ぶり

### ゲーム
2011年
- たんていぶ THE DETECTIVE CLUB

2013年
- ダンボール戦機ウォーズ（アーノルド・ヒッキー）

2015年
- 蒼穹のスカイガレオン（ペルセポネ、プロセルピナ[2]）

### ナレーション
- イエローハット

### ドラマCD
- 抱かれたい男1位に脅されています。 2（スタッフ）

### 舞台
- カタル（ODASSA企画）
- Little Steps VIII（劇団軌跡）

### その他
- タカラトミーバウリンガルボイス
- 戦うパン屋と機械じかけの看板娘（エリス） ‐ A-koe